# Darreh-ye Pishkan
Darreh-ye Pishkan é uma cidade do Afeganistão, localizada na província de Badaquexão.